# Claudio Rodríguez Fer
Claudio Rodríguez Fer (Lugo, Galice, 1956) est poète, narrateur, dramaturge et essayiste. Il a été professeur invité à l'université de la Ville de New York ainsi qu'à l'université de Haute Bretagne à Rennes, qu'à l'université de Bretagne Sud à Lorient et qu'à l'université Paris-Est-Marne-la-Vallée. Il enseigne actuellement à l'université de Saint-Jacques-de-Compostelle, où il dirige la revue littéraire Moenia et la chaire José Ángel Valente de poésie et esthétique. Il assure également, en collaboration avec Carmen Blanco, la coordination des cahiers interculturels Unión Libre.

## Biographie
Il est Président de l'Association pour la dignité des victimes du fascisme en Galice, qui travaille pour la récupération de la mémoire républicaine ainsi que pour l'hommage et la reconnaissance des droits des vaincus. Il a été nommé Président d'honneur de l'association Mémoire de l'exil des Républicains espagnols dans le Finistère (MERE 29), dont le siège est à Brest.

## Œuvre
Comme poète, il a publié Poemas de amor sen morte (1979), Tigres de ternura (1981), Historia da lúa (1984), A boca violeta (1987) et Cebra (1988) ; ces recueils ont été réunis dans Vulva (1990) dont un choix a été publié dans l'anthologie A muller núa (1992). D'autres recueils poétiques de l'auteur sont Cinepoemas (1983), Lugo blues (1987), Extrema Europa (1996), A unha muller descoñecida (1997), Moito máis que mil anos (2000), A loita continúa (2004), Viaxes a ti (2006), Ámote vermella (2009), Unha tempada no paraiso (2010) et A muller sinfonía (Cancioneiro vital) 2018).
Il a réalisé des expositions de poésie visuelle, dont Corpoética 2018), et il a édité, en collaboration avec le peintre surréaliste Eugenio Granell, Rastros de vida e poesía (2000).
Il est auteur de récits - Meta-relatos (1988) -, de pièces de théâtre - As costureiras (2006) - et d'ouvrages de critique littéraire - Poesía galega (1989), Arte Literaria (1991), A literatura galega durante a guerra civil (1994), Acometida atlántica (1996), Guía de investigación literaria (1998), Borges dende o labirinto galego (2008), Borges y todo" (2013), Poetas concatenados: Cavafis, Cernuda, Valente y Gamoneda (2024),  ainsi que des livres et des éditions diverses autour du narrateur Ánxel Fole et du poète José Ángel Valente parmi d'autres auteurs galiciens (Castelao, Dieste, Carballo, Cunqueiro, Ángel Johan, Granell, Luz Pozo Garza) et non galiciens (Dostoïevski, Jules Verne, Cavafis, Cernuda, Borges, Neruda, Gamoneda, Georges Brassens, Léo Ferré).
Sa poésie a été recueillie dans Amores e clamores (2011) et ses nouvelles dans Contos e descontos (2011). Il a été traduit dans 80 langues.
Il a été traduit dans des nombreuses langues - comme le français et le breton - et il a reçu, dans le domaine poétique, le Prix de la Critique Espagnole ; dans le domaine de la recherche, le Prix Losada Diéguez en deux occasions et, dans le domaine universitaire, le Prix Extraordinaire de Doctorat de l'Université de Saint-Jacques de Compostelle (Espagne) et le Doctorat Honoris Causa de l'Université Haute Bretagne à Rennes (France).
Plusieurs de ses recueils poétiques en galicien sont consacrés à la mémoire historique, comme par exemple La Lutte continue ou Je t'aime rouge ainsi que la pièce théâtrale Les couturières. Docteur en littérature, sa thèse verse sur La Littérature galicienne pendant la guerre civile ; il a également publié de nombreuses études sur la littérature antifranquiste. Il coordonne Unión Libre, des cahiers engagés dans la récupération de la mémoire historique, tel que le montrent les numéros monographiques Mémoire antifasciste de Galice, Femmes rouges et La Voix des victimes de 1936.
Il a publié Voyages à toi (2008), en édition bilingue galicien-français, traduit par María Lopo et Annick Boilève-Guerlet, et Les amours profonds (2016), traduit par María Lopo, Annick Boilève-Guerlet, Claude Henri Poullain et Michèle Lefort. Sept poèmes de Claudio Rodríguez Fer, traduits par l'hispaniste Claude Henri Poullain, sont aussi publiés en édition bilingue galicien-français, dans la revue Iris, Montpellier, 1993. Il a publié aussi en édition bilingue galicien-français La pièce bretonne (2014), traduit par Marianne Equy, et Dialogues impossibles 2018), traduit par Marianne Equy et María Lopo.

### Poésie
- Poemas de amor sen morte (1979)
- Tigres de ternura (1981)
- Cinepoemas (1983)
- Historia da lúa (1984)
- A boca violeta (1987)
- Lugo blues (1987)
- Vulva (1990)
- Cebra (1991)
- A muller núa (1992)
- Extrema Europa (1996)
- A unha muller descoñecida (1997)
- Rastros de vida e poesía (2000)
- Moito máis que mil anos / Muioc'h kalz eget mil bloaz (2000)
- A vida. Gravados sobre corpo (2002)
- A loita continúa (2004)
- Viaxes a ti (2004) ; trad. en fr. Voyages à toi (2008)
- Ámote vermella (2009)
- Unha tempada no paraíso (2010), Uma tempada no paraíso (2019)
- Amores e clamores (Poesía reunida) (2011)
- Terra extrema de radiación amorosa (2011)
- O cuarto bretón / La pièce bretonne (2014)
- Revolución rosaliana en Nova York / Rosalía’s Revolution in New York (2014)
- Icebergs (Micropoemas reunidos) (2015)
- Ansia das alas / L'ansia di avere le ali (2015)
- Amores sen morte / Deathless Loves (2015)
- A Cabeleira (Poema en 35 idiomas) (2015)
- A Cabeleira (Poema en 60 idiomas) (2016)
- Os amores profundos / Les amours profonds (2016)
- Anarquista o nada (Poemas de la memoria libertaria) (2016)
- A cabeleira multilingüe (Poema en 65 idiomas) (2017)
- Pai meu (Amén, camarada) (Poema en 8 idiomas) (2017), 11 (2019), 16 (2020)
- Limiares sen límites / Πύλες απειράριθμες (2017)
- A muller sinfonía (Cancioneiro vital) 2018)
- Corpoética (catálogo de exposición) 2018)
- Diálogos imposibles / Dialogues impossibles (2018)
- Criptografías (2018)
- Máis alá do bosque / Dincolo de pădure (2018)
- Beleza ou barbarie / Bellesa o barbàrie (2019)
- A viaxe vermella (María Casares) (Poema en 11 idiomas) (2021)
- ADN do infinito (2021), DNA do infinito (2024)
- Nova York, Novos Poemas / New York, New Poems (2022)
- A cabeleira (Poema en 70 idiomas) (2023)

### Nouvelle et biographie
- Meta-relatos (1988)
- A muller loba (1993)
- Belas e bestas (2002)
- O muiñeiro misterioso (2005)
- A bela mestra (2005)
- Contos e descontos (Narrativa completa) (2011)

### Étude et essai
- A Galicia misteriosa de Ánxel Fole (1981)
- Antonio Machado e Galicia (1989)
- Poesía galega (1989)
- Arte literaria (1991)
- José Ángel Valente (1992)
- Comentarios de textos contemporáneos (1992)
- Comentarios de textos populares e de masas (1994)
- A literatura galega durante a guerra civil (1994)
- Material Valente (1994)
- Acometida atlántica. Por un comparatismo integral (1996)
- Ánxel Fole. Vida e obra (1997)
- O mundo lucense de Ánxel Fole (1997)
- Ánxel Fole. Unha fotobiografía (1997)
- Guía de investigación literaria (1998)
- Borges dende o labirinto galego (2008)
- Valente: el fulgor y las tinieblas (2008)
- Meus amores celtas (2010)
- Valente vital (Galicia, Madrid, Oxford) (2012)
- Borges y todo (Escepticismo y otros laberintos) (2013) et (2023)
- Valente vital (Ginebra, Saboya, París) (2014)
- Valente vital (Magreb, Israel, Almería) (2017)
- Valente infinito (Libertad creativa y conexiones interculturales) (2018)
- Valente epistolar (Correspondencia de José Ángel Valente con sus amistades) (2021)
- Santiago Marcos, poeta topo contra el fascismo (2023)
- Poetas concatenados: Cavafis, Cernuda, Valente y Gamoneda (2024)

### Éditions et introductions
- Contos de lobos, de Ánxel Fole (1985, 1989)
- Cántigas de alén, de José Ángel Valente (1987, 1989, 1996)
- Con pólvora e magnolias, de Xosé Luís Méndez Ferrín (1989)
- Os eidos, de Uxío Novoneyra (1990)
- Guerra literaria, de Rafael Dieste (1991)
- Verbas de chumbo, de Castelao (1992)
- Poesía perdida, de Ricardo Carballo Calero (1993)
- Obras reunidas, de Ángel Johán (1993)
- Cartafolio galego, de Ánxel Fole (1996)
- Obra galega completa, de Ánxel Fole (1997)
- A lenda do Grande Inquisidor, de Fedor Dostoievski (1998)
- Cuaderno de versiones, de José Ángel Valente (2001)
- Cima del canto, de José Ángel Valente (2002)
- Obra literaria completa, de Ánxel Fole (2003)
- Obras completas II. Ensayos, de José Ángel Valente (2002)
- Ensayos sobre José Ángel Valente, de Juan Goytisolo (2009)
- Álvaro Cunqueiro en Ortigueira, de Álvaro Cunqueiro (2011)
- Musgo / Moss, de Emily Dickinson, traduit en galicien (2015)

### Traductions en français
- Sept poèmes de Claudio Rodríguez Fer (1993), traduit par Claude Poullain, Iris, Montpellier, pp. 275-292.
- Voyages à toi (2008), traduit par María Lopo et Annick Boilève-Guerlet, Culleredo, AULIGA / Espiral Maior.
- La pièce bretonne (2014), traduit par Marianne Equy, Santiago de Compostela, A Tola Soñando.
- Os amores profundos / Les amours profonds (2016), traduit par María Lopo, Annick Boilève-Guerlet, Claude Henri Poullain et Michèle Lefort, Santiago de Compostela, Editorial Follas Novas.
- Diálogos imposibles / Dialogues impossibles (2018), traduit par Marianne Equy et María Lopo, Santiago de Compostela, A Tola Soñando.